# مكتبة-زد
مكتبة-زد (بالإنجليزية: Z-library)‏ (اختصارآ بـz-lib ،مايسمى سابقآ BookFinder) هو مشروعshadow library  لمشاركه الملفات للوصول إلى مقالات العلميه والنصوص الادبيه وكتب المصالح العامه. ونشآت كمرآه لLibrary Genesis،و اغلبيه كتبها من Library Genesis.
غير ان بعضآ منها  يتم تحميلها بشكل مباشر على موقعها من قبل الافراد ولايتم تضمينها في المجموعه التي تحتفظ بها Library Genesis. يمكن للافراد أيضا المساهمة في مستودع الموقع الإلكتروني لجعل الادبيات متاحه لاكبر عدد ممكن من الاشخاص.
Z-Library تم تصنيفها على انها الموقع رقم8,182الاكثر نشاطآ من قبل خدمه Alexa Traffic Rank التي انتهت صلاحيتها في اكتوبر2021.
وفقآ The Hindu، فانها قد حظيت بشعبيه خاصه بين الاقتصادات الناشئه وبين الاكاديمين حتى 1اكتوبر 2022، ذكرت Z-lib انها تملك أكثر من 11,291,325 كتاب و84,837,643 مقال. وفقا لصفحه المشروع للمقالات الاكاديميه فإنه يدعي بأنه أكبر مكتبه الكترونيه في العالم بالإضافة إلى أكبر متجر للمقالات العلميه، تصف Z-Library نفسها بأنها منظومه غير ربحيه تدعم بالتبرعات .
في نوڤمبر 2022 ، صادرت  وزارة العدل (الولايات المتحدة) ومكتب التحقيقات الفيدرالي العديد من أسماء نطاق Z-Library ظهرت خدمه التفتيش البريدي الأمريكي أيضا في اشعار المصادرة الأولى لكن وفقا للوكاله ، كان اشعار خاطئ

## التاريخ
يحتوي التذييل في صفحات المشروع على عباره "كتب مجانيه منذ عام 2009"
في منتصف عام 2015 ، حاولت جمعيه الناشرين ، وهي منظمة بريطانية على تفعيل مزود خدمة الإنترنت على Z-Library . في أواخر عام 2015 ، رفع الناشر إلزيفير طلب محكمه ناجح يطالب مسجل bookfi.org بالاستيلاء على نطاق الإنترنت الخاص بالموقع. تم تضمين Bookfi.org, booksc.org and b-ok.org في تقرير Office of the United States Trade Representative لعام 2017 في الأسواق سيئة السمعة.
تم حظر نطاقات Z-Library مؤقتا في عام2021 بعد اشعار قانون الألفية للملكية الرقمية الصادر عن Harvard Business Publishing . تم رفع تعليقات المجال لاحقا ، تم حظر الموقع في الهند في أغسطس عام 2022، تبعا لطلب المحكمة من محكمه Tis Hazari ، بعد الشكوى التي ذكرت ان حقوق الطبع والنشر لعشره كتب (تتعلق بموضوعي قانون الضرائب والشركات ) قد انتهكتها Z-Library . تم توجيه مزودي الإنترنت في الهند لحجب الموقع . تم انتقاد قرار حظر Z-Library ومكتبات الظل الأخرى من قبل بعض المؤلفين الهنود، والطلاب ، والأكاديميين وناشطين حرية تداول المعلومات . في ٥ نوڤمبر عام 2022 ، اعترضت جماعه Swadeshi Jagran Manch اليمنيه الهندوسيه رسميا على ان استيلاء مكتب التحقيقات الفيدرالي على اسم المجال الهندي 1LIB.IN (المستخدم من قبل Z-lib) فقط من قبل قاضي مقاطعه نيويورك بدون اختصاص قد انتهك سياده الهند .
في سبتمبر 2022، أعلن ان النقابة الوطنية للنشر (الاتحاد الوطني للنشر ) في فرنسا نجحت في عمل طعن قانوني على الموقع ، بعد أن رفعت شكوى ضد حوالي ماى تي مجال ونطاقات مواقع مشابهه له . واتخذت القرار المحكمة القضائية في باريس ، تم توجيه مزودي خدمات الإنترنت في فرنسا لحظر هذه المجالات
في أكتوبر 2022، منعت تيك توك علامات التصنيف المتعلقة ب Z-Library بعد ان اكتسبت شعبيه هناك وقدمت نقابه المؤلفين شكوى إلى الممثل التجاري للولايات المتحدة . في 3 نوڤمبر 2022، صادرت وزاره العدل الأمريكية وكتب التحقيقات الفدرالي العديد من أسماء نطاقات Z-Library استجابة لأمر من المحكمة . وفقا لتورنت فريك، تم الاستيلاء على أكثر من 140 مجالا كجزء من هذا الاجراء القانوني .
تم تصحيح إشعار المصادرة الأولى ، الذي ارجع جزئيا إلى دائره التفتيش البريدي بالولايات المتحده بإزاله النطاقات، في وقت لاحق .عندما تم مصادره النطاقات z-lib.org, b-ok.org, and 3lib.net تم استخدام خوادم DNS إلى NS1.SEIZEDSERVERS.COM and      NS2.SEIZEDSERVERS.COM,المستخدمة بشكل شائع في عمليات ضبط تنفيذ القانون في الولايات المتحده . ومع ذلك فقد تحولت خوادم DNS هذه إلى Njalla, مزود استضافه مجهول ، اعتبارا من 4 نوڤمبر 2022 كان موظفو Z-Library قد لاحظوا فقط مشكله استضافة: لاتزال الخدمة المخفية للموقع على تور (شبكة) متاح، اعتبارا من 7 نوڤمبر 2022 ، كان لايزال هناك مجالان على الاقل لمكتبة كليرنيت (شبكات) يعملان أيضا

## وظائف
على عكس Library Genesis وSci-Hub ، لا يعرف الكثير عن Z-Library من حيث آليه تشغيلها وإدارتها وحالتها التجارية وبيان مهمتها . والجدير بالذكر ان Z-Library لا تفتح قاعده بياناتها الكاملة للجمهور . على الرغم من ذلك ، تم عكس قاعده بياناتها من قبل أمناء المحفوظات في عام 2022
في محاوله لمنع وضع قائمه سوداء للمجالات (في كثير من الأحيان من قبل مزودي الإنترنت على مستوى DNS وفقا للإجراءات القانونية) ، تستخدم Z-Library صفحه استقبال في مجال لا ينسى .لا تحتوي الصفحة الرئيسية على أي محتوى مخالف ، ولكنها تسرد بدلا من ذلك العديد من مجالات مرآة العمل لمناطق مختلفة . يمكن تبديل هذه المجالات ولا تحتاج إلى ان تكون لا تنسى. على سبيل المثال يتضمن بعضها أرقاما.

## الاستقبال
في مقال بعنوان «رعي الريح: رحلة إلى العالم الغريب للمكتبة الإلكترونية في خريف عام 2020»، ربط ناشط المكتبة ميكائيل بوك الغرض من Z-Library بالقوانين الخمسة لعلوم المكتبات بواسطة S. Ranganathan.